# Velocidade do vento

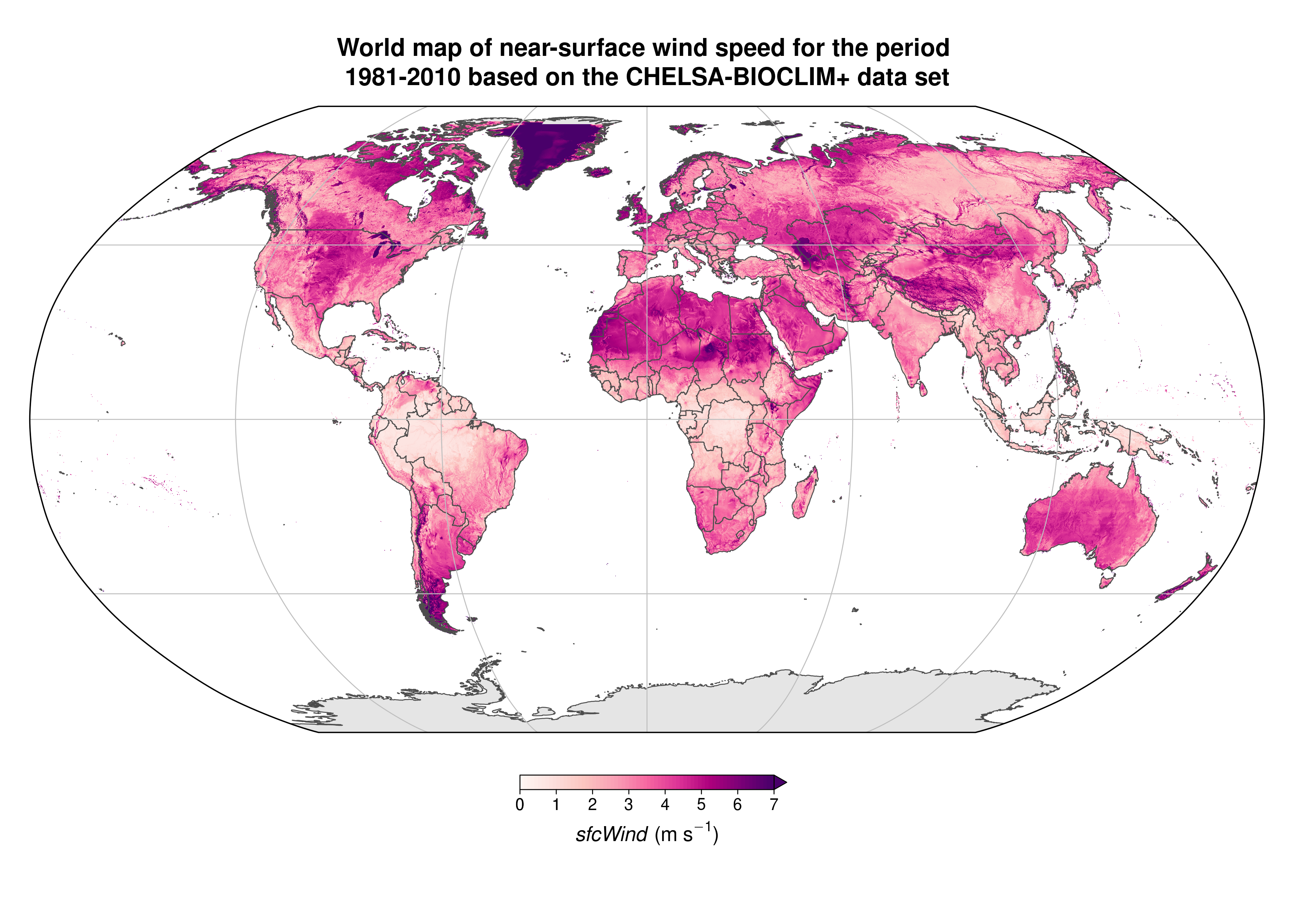
Distribuição global da velocidade do vento a 10 m acima do solo, média ao longo dos anos 1981-2010 a partir do conjunto de dados CHELSA-BIOCLIM+

Em meteorologia, a velocidade do vento, ou velocidade do fluxo do vento, é uma quantidade atmosférica fundamental causada pelo movimento do ar de alta para baixa pressão, geralmente devido a mudanças de temperatura. A velocidade do vento agora é comumente medida com um anemômetro.
A velocidade do vento afeta a previsão do tempo, as operações aéreas e marítimas, os projetos de construção, o crescimento e a taxa de metabolismo de muitas espécies de plantas e tem inúmeras outras implicações. A direção do vento é geralmente quase paralela às isóbaras (e não perpendicular, como se poderia esperar), devido à rotação da Terra.

## Unidade de medida
O metro por segundo (m/s) é a unidade SI para velocidade e a unidade recomendada pela Organização Meteorológica Mundial. Desde 2010, a Organização da Aviação Civil Internacional (ICAO) também recomenda metros por segundo para relatar a velocidade do vento ao se aproximar das pistas de pouso de decolagem, substituindo a recomendação anterior de usar quilômetros por hora (km/h).

## Velocidade mais alta

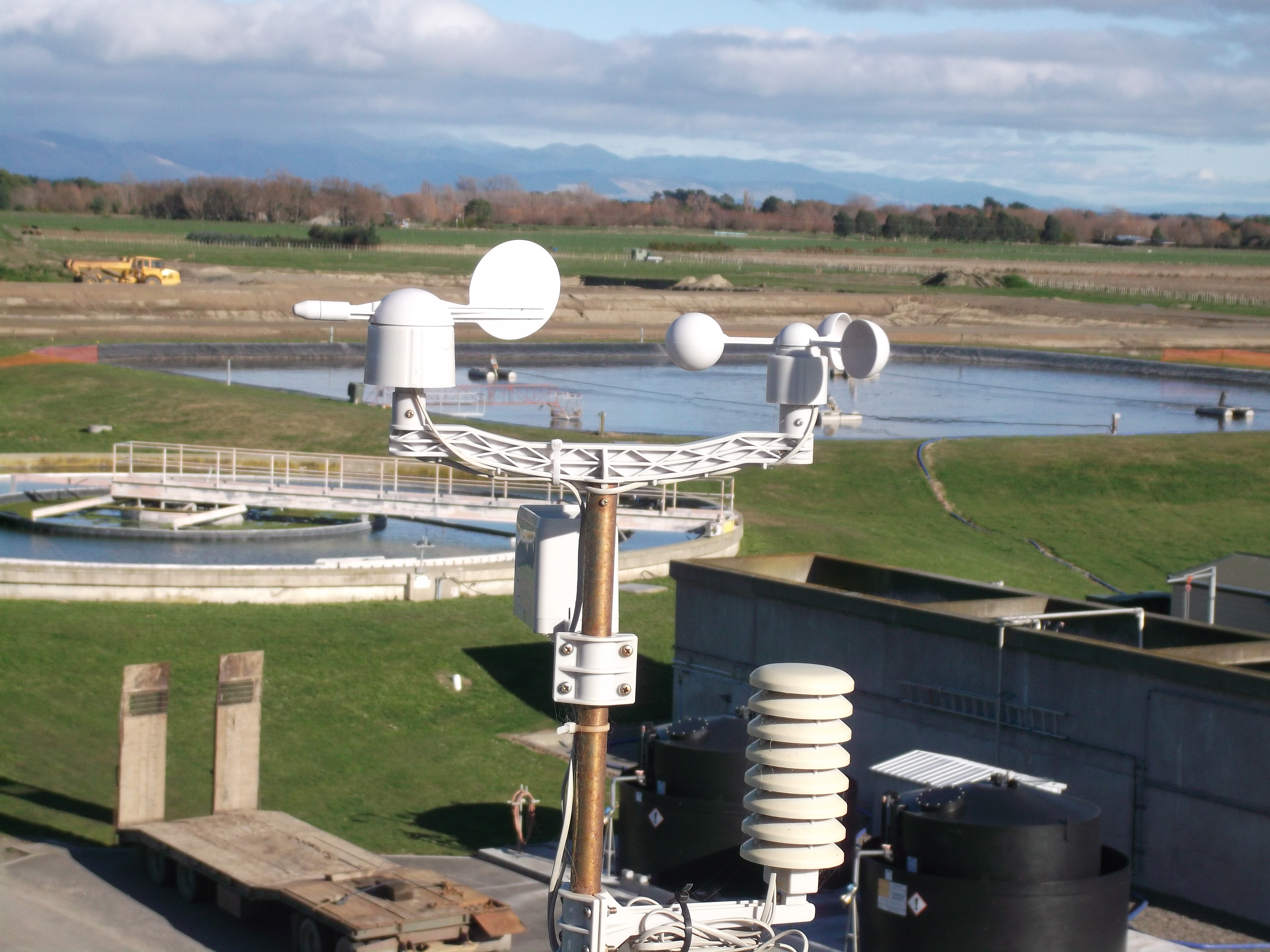
Um anemômetro é comumente usado para medir a velocidade do vento.

A velocidade do vento mais rápida não relacionada a tornados já registrada foi durante a passagem do ciclone Olivia em 10 de abril de 1996: uma estação meteorológica automática na Ilha Barrow, Austrália, registrou uma rajada de vento máxima de 113,3 metros por segundo (ou 408 quilômetros por hora). A rajada de vento foi avaliada pelo Painel de Avaliação da OMM, que descobriu que o anemômetro estava mecanicamente correto e que a rajada estava dentro da probabilidade estatística e ratificou a medição em 2010. O anemômetro foi montado 10 metros acima do nível do solo (e, portanto, 64 metros acima do nível do mar). Durante o ciclone, várias rajadas extremas superiores a 83 metros por segundo (300 quilômetros por hora) foram registradas, com uma velocidade média máxima de 5 minutos de 49 metros por segundo (180 quilômetros por hora) o fator extremo de rajada foi da ordem de 2,27–2,75 vezes a velocidade média do vento. O padrão e as escalas das rajadas sugerem que um mesovórtice estava embutido na já forte parede ocular do ciclone.
Atualmente, a segunda maior velocidade do vento de superfície já registrada oficialmente é 103,266 metros por segundo (ou 371,76 quilômetros por hora) no Observatório Mount Washington (New Hampshire), nos Estados Unidos, a 1.197 metros acima do nível do mar em 12 de abril de 1934, usando um anemômetro de fio quente. O anemômetro, projetado especificamente para uso no Monte Washington, foi posteriormente testado pelo National Weather Bureau dos EUA, que confirmou a sua precisão.
As velocidades do vento dentro de certos fenômenos atmosféricos (como tornados) podem exceder muito esses valores, mas nunca foram medidas com precisão. A medição direta desses ventos de tornados raramente é feita, pois o vento violento destruiria os instrumentos. Um método para estimar a velocidade é usar o método Doppler on Wheels para detectar remotamente a velocidade do vento, e, usando este método, o número 135 metros por segundo (490 quilômetros por hora) durante o tornado Bridge Creek–Moore de 1999 em Oklahoma, Estados Unidos, em 3 de maio de 1999 é frequentemente citado como a velocidade do vento de superfície mais alta já registrada, embora outro número de 142 metros por segundo (510 quilômetros por hora) também foi cotado para o mesmo tornado. Ainda outro número usado pelo Center for Severe Weather Research para essa medição é 135 ± 9 m/s (486 ± 32 km/h; 302 ± 20 mph; 262 ± 17 kn; 443 ± 30 ft/s). Contudo, as velocidades medidas pelo radar Doppler não são consideradas registros oficiais.
A velocidade do vento pode ser muito maior em exoplanetas. Cientistas da Universidade de Warwick determinaram em 2015 que o planeta HD 189733b tinha ventos de 2.400 metros por segundo (ou 8.600 quilômetros por hora). Num comunicado de imprensa, a universidade anunciou que os métodos utilizados para medir a velocidade do vento de HD 189733b poderiam ser usados para medir a velocidade do vento em outros exoplanetas semelhantes à Terra.

## Medição

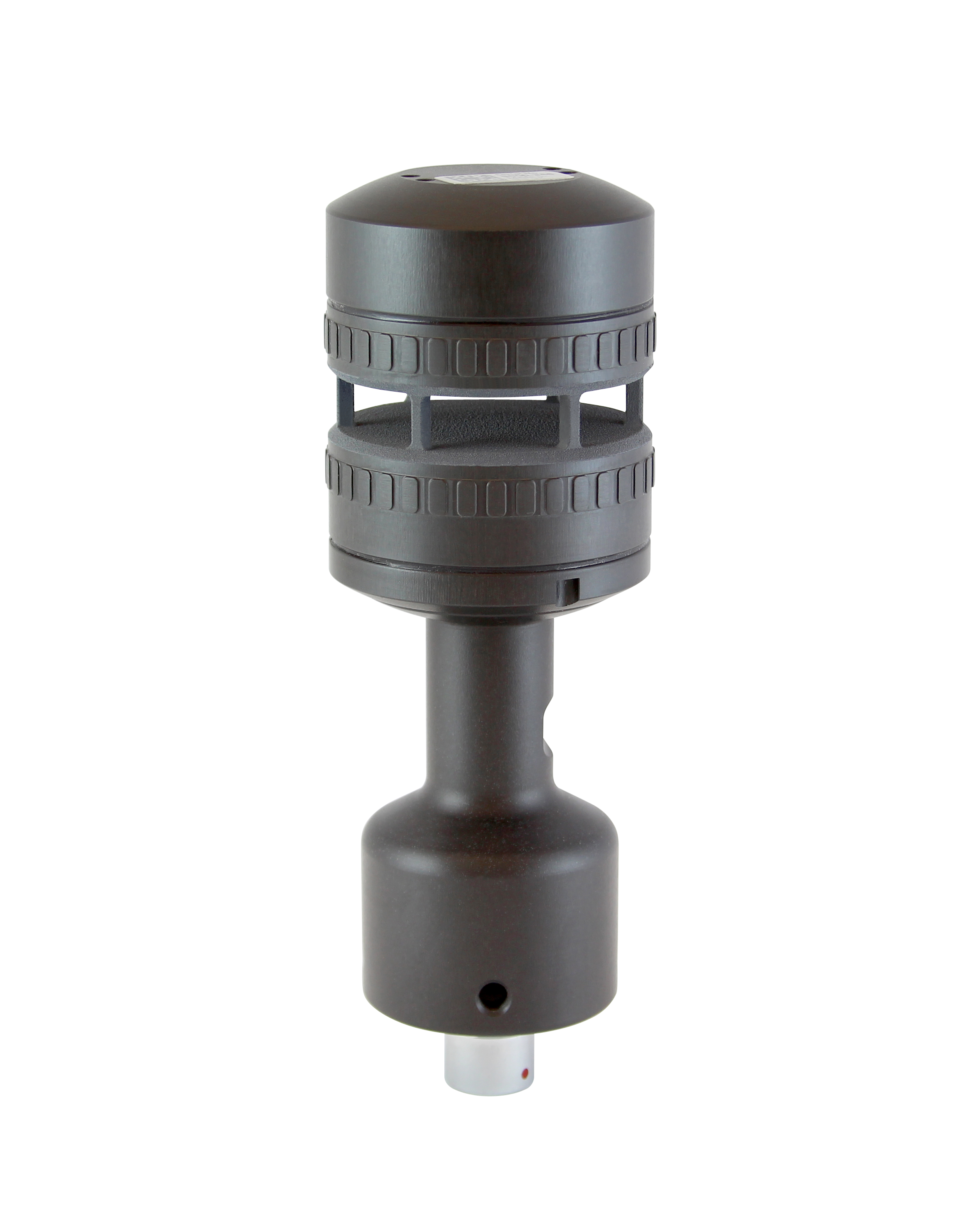
Sensor de vento de ressonância acústica FT742-DM, um dos instrumentos agora usados para medir a velocidade do vento no Observatório Mount Washington

Um anemômetro é uma das ferramentas usadas para medir a velocidade do vento.  Ao contrário dos anemômetros tradicionais de copo e palheta, os sensores ultrassônicos de vento não possuem partes móveis e, portanto, são usados para medir a velocidade do vento em aplicações que exigem desempenho livre de manutenção, como no topo de turbinas eólicas. Como o nome sugere, os sensores ultrassônicos de vento medem a velocidade do vento usando som de alta frequência. Um anemômetro ultrassônico possui dois ou três pares de transmissores e receptores de som. O equipamento fica contra o vento e cada transmissor emite constantemente som de alta frequência para seu respectivo receptor. Os circuitos eletrônicos internos medem o tempo que o som leva para viajar de cada transmissor até o receptor correspondente. Dependendo de como o vento sopra, ele afetará alguns dos feixes sonoros mais do que outros, diminuindo ou acelerando ligeiramente. Os circuitos medem a diferença nas velocidades dos feixes e usam isso para calcular a velocidade com que o vento está soprando.
Os sensores de vento por ressonância acústica são uma variante do sensor ultrassônico. Em vez de usar a medição do tempo de voo, os sensores de ressonância acústica usam ondas acústicas ressonantes dentro de uma pequena cavidade construída especificamente para realizar a medição da velocidade do vento. Construído na cavidade está um conjunto de transdutores ultrassônicos, que são usados para criar padrões de ondas estacionárias separados em frequências ultrassônicas. À medida que o vento passa pela cavidade, ocorre uma mudança nas propriedades da onda (mudança de fase). Ao medir a quantidade de mudança de fase nos sinais recebidos por cada transdutor e, em seguida, ao processar matematicamente os dados, o sensor é capaz de fornecer uma medição horizontal precisa da velocidade e direção do vento.

## Projeto de estruturas

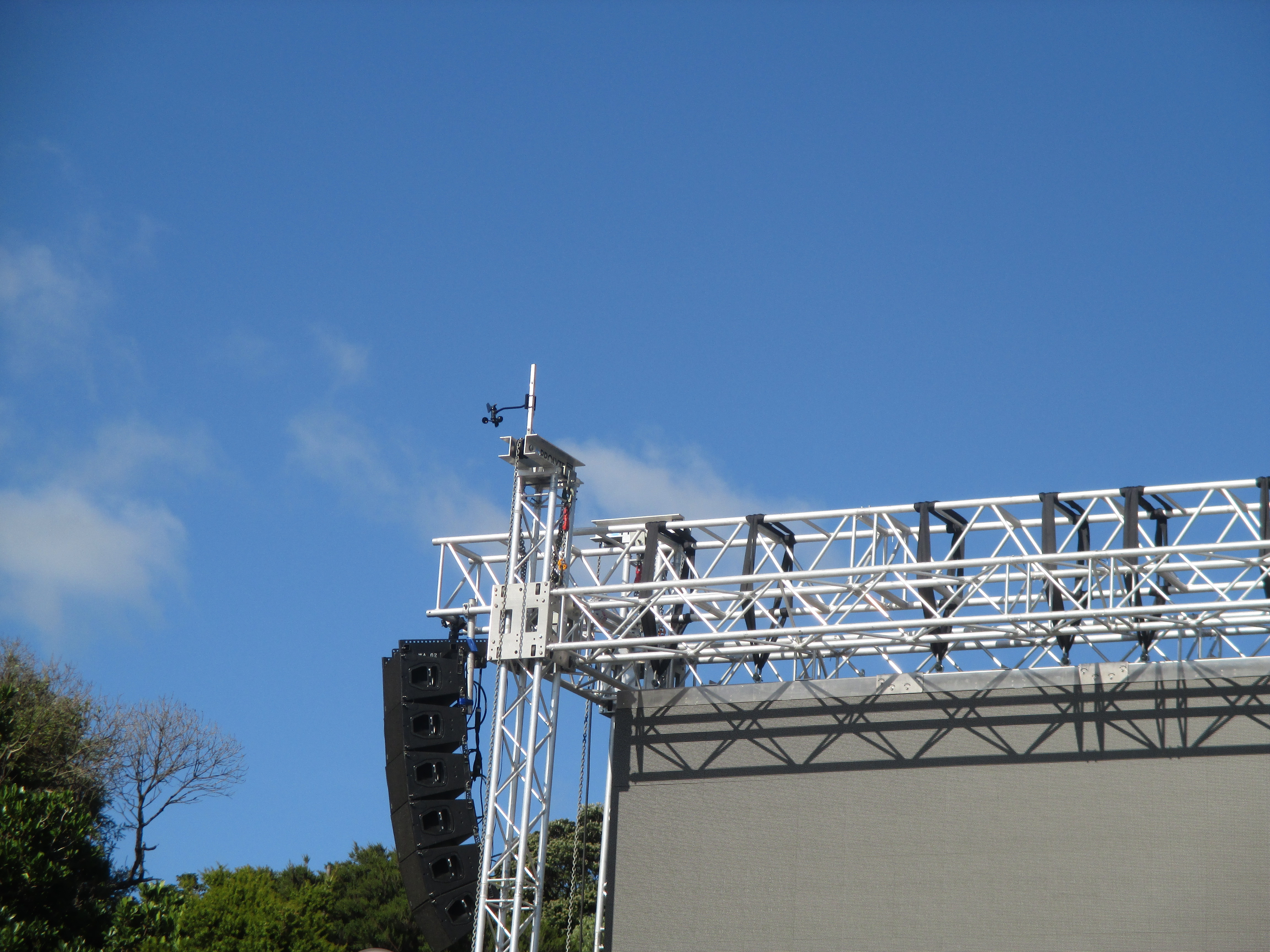
Anemômetro em um palco ao ar livre, para medir a velocidade do vento

A velocidade do vento é um fator comum no projeto de estruturas e edifícios em todo o mundo. Muitas vezes é o fator determinante na resistência lateral necessária do projeto de uma estrutura. Nos Estados Unidos, a velocidade do vento utilizada no projeto é muitas vezes referida como uma "rajada de 3 segundos", que é a maior rajada sustentada durante um período de 3 segundos, tendo uma probabilidade de ser excedida por ano de 1 em 50 (ASCE 7 -05, atualizado para ASCE 7-16).
Historicamente, as velocidades do vento têm sido relatadas com uma variedade de tempos médios (como milha mais rápida, rajada de 3 segundos, 1 minuto e média horária) que os projetistas podem ter que levar em consideração. Para converter as velocidades do vento de um tempo médio para outro, foi desenvolvida a Curva de Durst que define a relação entre a velocidade máxima provável do vento média em t segundos, Vt, e a velocidade média do vento em uma hora V3600.